# 夕方チャンス!
『夕方チャンス!』（ゆうがたチャンス）は、1989年10月2日から1990年3月23日まで毎日放送で放送されていたバラエティ番組である。毎日放送と吉本興業の共同製作。放送時間は毎週月曜 - 金曜 16:00 - 17:00 （日本標準時）、心斎橋筋2丁目劇場からの生放送。
ここでは、『夕方チャンス!』の後番組で1990年4月9日から同年6月28日まで同局で放送されていた『クイズ!なんでもこい』についても記載する。

## 概要
ダウンタウンの東京進出によって終了した『4時ですよ〜だ』の後番組としてスタートした。司会はハイヒールのリンゴとモモコが務めていた。
番組前半には視聴者参加型のクイズコーナーを、後半にはハイヒールと日替わりレギュラーが当時の流行情報を紹介しながらトークを繰り広げるコーナーを設けていた。『4時ですよ〜だ』と違い、月曜から金曜まで同じ企画を通して行っていた。

### クイズコーナー
一般からの参加者が2人1組で10問のクイズに挑戦し、賞金獲得を目指すコーナー。毎回4組の参加者が出場し、最も正解数の多い組は「今日のチャンピオン」となった。クイズに不正解になるたびに何らかのペナルティが課されていた。第10問終了まで耐えきればクリアとなり、解答数に応じた賞金が授与された。また、賞金とは別に参加賞が進呈された。
出題は、毎日放送アナウンサーの加藤康裕が担当した。
前期「万力クイズ」
万力マシーンに入る人とクイズに解答する人とのコンビでクイズに挑戦。万力マシーンとは、前面は透明なアクリルの板で、後部には万力が仕込まれているボックスである。挑戦者の1人は、これに頭部を入れなければならない。
解答者がクイズの答えを間違えると、ハイヒールの「（x回目の）万力ターイム」の掛け声とともに、解答者により一段階ずつ万力が締め付けられ、万力マシーンに入る人の顔がアクリル板に押しつぶされていく。4問不正解した時点で（4段階目の「万力タイム」をもって）クイズは強制終了となる。当然ギブアップしても終了。
後期「股裂きクイズ」
端的に言えば万力クイズの万力を股裂きに変えたもので、基本的な内容は同じである。
股裂きマシーンに乗る人とクイズに解答する人とのコンビでクイズに挑戦。解答者がクイズの答えを間違えると、ハイヒールの「第xコカーン」の掛け声とともに、股裂きマシーンにより股裂きマシーンに乗る人の足が一段階（20センチ）ずつ、最大5段階まで開かされる。足の長さによる有利不利を緩和するため、身長-100センチだけ、初期段階として足を開く。5問不正解（「第5コカーン」）の状態でさらに不正解すると強制終了となる。ギブアップしたり、倒れるなどして股裂きマシーンから脱落しても終了。
この股裂きマシーンはしばしば故障し、そのたびに生放送であるこの番組は混乱した。

### 情報コーナー
清水圭、立原啓裕ら日替わりレギュラーがハイヒールとともに流行情報を紹介。
コーナーのオープニングには、心斎橋筋2丁目劇場のロビーの窓に備えつけられたカメラの下を歩く通行人をカメラで追い、そのうちの1人にズームアップ。ズームアップされた人は放送時間内に番組に名乗り出てきたら賞金を獲得できる、という企画が行われていた。

## スタッフ
- 構成：寺崎要、萩原芳樹、かわら長介、青木一郎、東野博昭、大工富明、浜田尊弘、高須光聖
- ディレクター：岡田公伸、佐川昌裕、前野弘光、永峰修治、西本武
- プロデューサー：増谷勝己（MBS）、木山幹雄（吉本興業）
- チーフプロデューサー：田中文夫（MBS）
- 製作著作：毎日放送、吉本興業

## 主題歌
- オープニングアタック「You Gotta Chance 〜ダンスで夏を抱きしめて〜」（吉川晃司）
- オープニング・エンディングテーマ「アッセンブル・インサート（インストゥルメンタルバージョン）」（笠原弘子）

## クイズ!なんでもこい
『夕方チャンス!』の終了後、1990年4月9日から同年6月28日まで同じ時間帯に放送。視聴者参加型の早押しクイズ番組として改題リニューアルしたが、わずか3か月で打ち切られた。司会は加藤康裕と清水圭とハイヒール(金曜日のみ)が務めていた。